# ORP Orzeł (1939)
Pour les articles homonymes, voir ORP Orzeł (homonymie).
L'ORP Orzeł (aigle en polonais) est un sous-marin polonais de classe Orzeł, construit au chantier naval Schelde à Flessingue aux Pays-Bas en 1938, disparu en mer en 1940.

## Conception
Il fait partie de la classe Orzeł. À ce titre et comme son navire jumeau l'ORP Sęp, il est conçu sur la base de la classe O 19 néerlandaise, modifiée pour remplir le cahier des charges polonais, exigeant un navire multirôle pouvant être utilisé dans les eaux peu profondes de la mer Baltique ainsi qu’en haute mer.

## Histoire opérationnelle
Lorsque la guerre éclate en septembre 1939, il prend la mer et patrouille en Baltique, sans succès. À la suite de la maladie de son commandant, il se rend le 15 septembre à Tallinn en Estonie où il est interné par les Estoniens. Le 18, soit au lendemain de l'entrée de l'Union soviétique en Pologne, il s'échappe et continue sa mission, puis rallie le Royaume-Uni le 14 octobre après la capitulation polonaise.
Après la réparation au chantier naval Caledon à Dundee, il est affecté à la deuxième flottille de sous-marins à Rosyth de la marine du Gouvernement polonais en exil. Entre le 10 décembre 1939 et le 11 avril 1940, il effectue sept missions. Le 8 avril, au cours de la campagne de Norvège, il coule le transport de troupes allemand Rio de Janeiro dans le Skagerrak, qui participe à l'opération Weserübung, puis le 10 un chalutier ennemi.
Le 23 mai 1940, il reprend la mer pour une nouvelle mission dont il n'est jamais rentré. Perdu corps et biens, les circonstances de sa disparition restent à ce jour inexpliquées.

## Commandants
- février 1939 - septembre 1939 komandor podporucznik Henryk Kłoczkowski
- septembre 1939 - juin 1940 kapitan Jan Grudziński

## Dans les arts et la culture populaire

### Filmographie

#### Cinéma
- 1959 : Orzeł de Leonard Buczkowski